# Maria Dorobanțu
Maria Dorobanțu (n. 12 martie 1951, Drăgoești, județul Vâlcea) este medic cardiolog, cercetător, profesor universitar, membru asociat al Academiei Franceze și membru corespondent al Academiei Române.

## Biografie
S-a născut în 1951 în județul Vâlcea. În 1976 primește licența în medicină, urmând inițial o carieră de medic intern la București, în paralel cu profesoratul unde își primește titulatura în 1998. În 1991 primește o bursă a Guvernului Francez pentru cercetări în cardiologie, urmată în 1993 de diploma Universitatea Paul Sabatier din Toulouse pentru cercetările ei în domeniul cardiologiei non-invazive.
În țară a coordonat în 2005, 2012, 2016 și 2021 proiectul SEPHAR, dedicat studierii hipertensiunii și riscului cardiovascular în rândurile populației române. În 2010 înființează Societatea Română de Hipertensiune. Din 2021 devine membru corespondent al Academiei Române. În 2022 este aleasă membru asociat al Academiei Naționale Franceze de Medicină, cel mai înalt rang care poate fi deținut de un membru din străinătate și al patrulea medic român în această poziție.

## Distincții
- Ordinul Meritul Sanitar, 2004
- Doctor Honoris Causa al Universității Vasile Goldiș, 2015
- Diploma de excelență a Academiei Române acordată Fundației Viața fără hipertensiune, 2015